# Janvier 1904

## Événements
- 3 - 5 janvier : congrès de l’Union de Libération à Saint-Pétersbourg.

- 5 janvier, France : Alexandre Millerand est exclu du parti socialiste.

- 11 janvier : début de la révolte des Nama et des Hereros. Débarqué le 11 juin, le gouverneur Lothar von Trotha mène contre eux une campagne dévastatrice. Sur 60 000 à 80 000 Africains, il n’en reste plus que 16 000 en 1907. Le Sud-Ouest africain compte alors 3 000 colons allemands, plus 1 500 Européens d’autres nationalités.

- 12 janvier : à Lake St. Clair, (États-Unis), Henry Ford établit un nouveau record de vitesse terrestre : 147,05 km/h.

- 19 janvier : l'amenokal Moussa ag Amastan signe un traité de paix à Ain Salah avec le commandant François-Henry Laperrine.

- 27 janvier : érection du Diocèse de Joliette au Québec. Joseph-Alfred Archambeault en est son premier évêque.

## Naissances
- 4 janvier : El Niño de la Palma (Cayetano Ordóñez y Aguilera), matador espagnol († 30 octobre 1961).
- 14 janvier : Cecil Beaton, photographe et designer britannique († 18 janvier 1980).
- 18 janvier : Cary Grant, acteur américain († 29 novembre 1986).
- 23 janvier : Fernand Thouvignon, assureur et historien français  († 16 avril 1979).
- 24 janvier : Gaston-Louis Roux, peintre français († 30 mars 1988).
- 27 janvier : Seán MacBride, avocat, prix Nobel de la paix, cofondateur d'Amnesty International († 15 janvier 1988).
- 28 janvier : Michel Ferry, passeur et résistant pendant la Seconde Guerre mondiale († 29 novembre 1997).

## Décès
- 2 janvier : 
  - Jacques Orteig, alpiniste français  (° 9 février 1834).
  - Mathilde Bonaparte, fille de Jérôme Bonaparte (° 27 mai 1820).
- 5 janvier : Karl Alfred von Zittel, paléontologue allemand (° 25 septembre 1839).
- 10 janvier : Jean-Léon Gérôme, peintre français. (° 11 mai 1824).
- 11 janvier : Mary Ellen Pleasant, entrepreneuse abolitionniste américaine (° 19 août 1814).